# Zhai Xiaochuan
Zhai Xiaochuan (chinês: 翟晓川) (Hebei, 24 de março de 1993) é um basquetebolista chinês que atualmente joga pelo  Fujian Sturgeons disputando a Liga Chinesa de Basquetebol. O atleta possui 2,03m e atua na posição ala. Fez parte do selecionado chinês que conquistou a vaga para o torneio olímpico de basquetebol dos Jogos Olímpicos de Verão de 2016 no Rio de Janeiro.